# Engis
Engislà một đô thị ở tỉnh Liège. Tại thời điểm ngày 1 tháng 1 năm 2006 Engis có dân số 5.686 người. Tổng diện tích là 27,74 km² với mật độ dân số là 205 người trên mỗi km².